# Mário Marquez
 Dom Frei Mário Marquez, O.F.M.Cap. (Joaçaba, 23 de novembro de 1952) é um frade capuchinho e bispo católico brasileiro. Foi bispo-auxiliar de Vitória e é o quarto bispo da Diocese de Joaçaba.

## Biografia
Filho de Waldomiro Marquez e Bona Júlia Antônia Marquez, fez seus estudos de 1º grau em sua cidade natal e  no Seminário Nossa Senhora dos Navegantes - no município de Ouro - e de 2º grau no Seminário Santa Maria dos Freis Capuchinhos em Engenheiro Gutierrez, em Irati. Cursou filosofia no Instituto de Filosofia e Teologia do Instituto Popular de Assistência Social em Ponta Grossa e teologia no Instituto Teológico de Santa Catarina em Florianópolis. Estudou no "Curso de Adaptação Militar para oficial Capelão" no Campo dos Afonsos em 1985 e cursou pedagogia na Faculdade Tuiuti em Curitiba (1988).
Foi ordenado padre em 22 de novembro de 1980 e trabalhou como pároco das paróquias de Nossa Senhora Aparecida em Uraí (1980 a 1982) e de São Pedro Apóstolo em Rancho Alegre (1981 a 1982) e foi membro do Conselho Presbiteral na Diocese de Cornélio Procópio de 1980 a 1982. Em Curitiba foi vigário paroquial das paróquias Nossa Senhora das Mercês (1982 a 1991) e Nossa Senhora da Luz dos Pinhais (1992 a 1993), capelão civil na Capelania Militar da Aeronáutica, capelão militar e pároco da Capelania Nossa Senhora de Loreto do CINDACTA II (1985 a 1993), diretor da Pré Escola Céu Azul do CINDACTA II (1991 a 1993), coordenador do Encontro do Diálogo na Arquidiocese de Curitiba (1991-1993) e presidente do Setor dos Frades Capuchinhos da Região Metropolitana de Curitiba (1992 a 1993).
Foi ainda subchefe regional e chefe da Capelania do COMAR II e pároco da Igreja Divino Espírito Santo e Nossa Senhora de Loreto em Recife (1994 a 1996), subchefe regional e chefe da Capelania do COMAR VI em Brasília (1996 a 2006), coordenador do Encontro do Diálogo, da Arquidiocese de Brasília (1996 a 1999), coordenador nacional do Encontro do Diálogo (1999 a 2002), cura da Catedral Militar do Brasil (1996 a 2006), membro do Conselho Presbiteral do Ordinariado Militar pelos capelães da Aeronáutica (1995 a 2006), membro do Colégio dos Consultores do Ordinariado Militar e membro da Equipe CADRE do Encontro Matrimonial Mundial para a língua portuguesa.

## Episcopado
Nomeado bispo em 31 de maio de 2006, tomou posse em outubro daquele ano como bispo auxiliar de Vitória e bispo titular de Nasai. No dia 22 de dezembro de 2010, o Papa Bento XVI o nomeou bispo da Diocese de Joaçaba.
Durante a 49ª Assembleia dos Bispos do Brasil em Aparecida do Norte, no dia 10 de maio de 2011, foi eleito vice-presidente do Regional Sul-4 da CNBB.